# 新戈特蘭 (堪薩斯州)
新戈特蘭（英語：New Gottland）是位於美國堪薩斯州麥克弗森縣的一個非建制地區。

## 地理
新戈特蘭所處的海拔為高於海平面467米（即1532英呎），而該地所採用的時區為UTC-6，即北美中部時區（CST）。同時該地設有夏令時間，為UTC-6調快一小時，即UTC-5（CDT）。